# Lee Haven Jones
Lee Haven Jones (* 10. Juni 1976 in Mountain Ash, Rhondda Cynon Taf) ist ein walisischer Filmschauspieler und Filmregisseur.

## Leben
Lee Haven Jones wurde im Juni 1976 in Mountain Ash im Rhondda Cynon Taf in Südwales geboren. Er schloss sein Schauspielstudium an der University of Exeter mit Auszeichnung ab und erhielt ein Stipendium der Cameron Mackintosh Foundation, um Schauspiel an der Royal Academy of Dramatic Art zu studieren. Dieses Studium schloss er im Jahr 2000 ab. Ab 2006 war er in insgesamt 45 Folgen der Fernsehserie Caerdydd  in der Rolle von Emyr Tomos zu sehen.
Nach dem Dokumentarfilm Galesa, der im Juli 2015 in die Kinos im Vereinigten Königreich kam, und dem Kurzfilm Want It aus demselben Jahr folgten Regiearbeiten für Fernsehserien wie 35 Diwrnod, Vera – Ein ganz spezieller Fall, Mord auf Shetland, The Bay und Doctor Who. Sein erster Spielfilm, der Horrorfilm The Feast, kam im April 2022 im Vereinigten Königreich in die Kinos.

## Filmografie
- 2010: Caerdydd (Fernsehserie, 2 Folgen)
- 2011: Alys (Fernsehserie, 3 Folgen)
- 2012: Pobol y Cwm (Fernsehserie, 21 Folgen)
- 2012–2013: The Indian Doctor (Fernsehserie, 7 Folgen)
- 2013–2016: Casualty (Fernsehserie, 5 Folgen)
- 2014: Wizards vs Aliens (Fernsehserie, 4 Folgen)
- 2015: 35 Diwrnod (Fernsehserie, 8 Folgen)
- 2015: Pethau Bychain (Fernsehserie, 1 Folgen)
- 2015: Galesa (Dokumentarfilm)
- 2015: Tir (Fernsehserie, 3 Folgen, auch als Produzent)
- 2015: Want It (Kurzfilm)
- 2015: Waterloo Road (Fernsehserie, 2 Folgen)
- 2017–2018: Vera – Ein ganz spezieller Fall (Vera, Fernsehserie, 2 Folgen)
- 2018: Mord auf Shetland (Shetland) (Fernsehserie, 3 Folgen)
- 2019: The Bay (Fernsehserie, 3 Folgen)
- 2020–2021: Doctor Who (Fernsehserie, 3 Folgen)
- 2021: The Long Call (Fernsehserie, 4 Folgen)
- 2021: The Feast
- 2022: Wolf (Fernsehserie, 3 Folgen)

## Auszeichnungen
BAFTA Awards, Wales
- 2013: Auszeichnung für die Beste Regie Fiction (The Indian Doctor)
- 2014: Nominierung für die Beste Regie Fiction (The Indian Doctor)
- 2016: Auszeichnung für die Beste Regie Fiction (35 Diwrnod)
- 2019: Nominierung für die Beste Regie Fiction (The Bay)
- 2020: Nominierung für die Beste Regie Fiction (Doctor Who)[5][6]

London Film Festival
- 2021: Nominierung für den Sutherland Award im First Feature Competition (The Feast)[7]

Neuchâtel International Fantastic Film Festival
- 2021: Nominierung im Internationalen Wettbewerb (The Feast)
- 2021: Auszeichnung mit dem internationalen Kritikerpreis (The Feast)[8][9]

Sitges Film Festival
- 2021: Nominierung als Bester Film im Official Fantàstic Competition (The Feast)[10]